# مدرسة كيرلا لعلم الفلك والرياضيات
مدرسة كيرلا لعلم الفلك والرياضيات كانت مدرسة للرياضيات وعلم الفلك في كيرلا في الهند.

## المساهمات

### المتسلسلات غير المنتهية
{\displaystyle {\frac {1}{1-x}}=1+x+x^{2}+x^{3}+\dots } حيث {\displaystyle |x|<1}